# Villa Schönberg

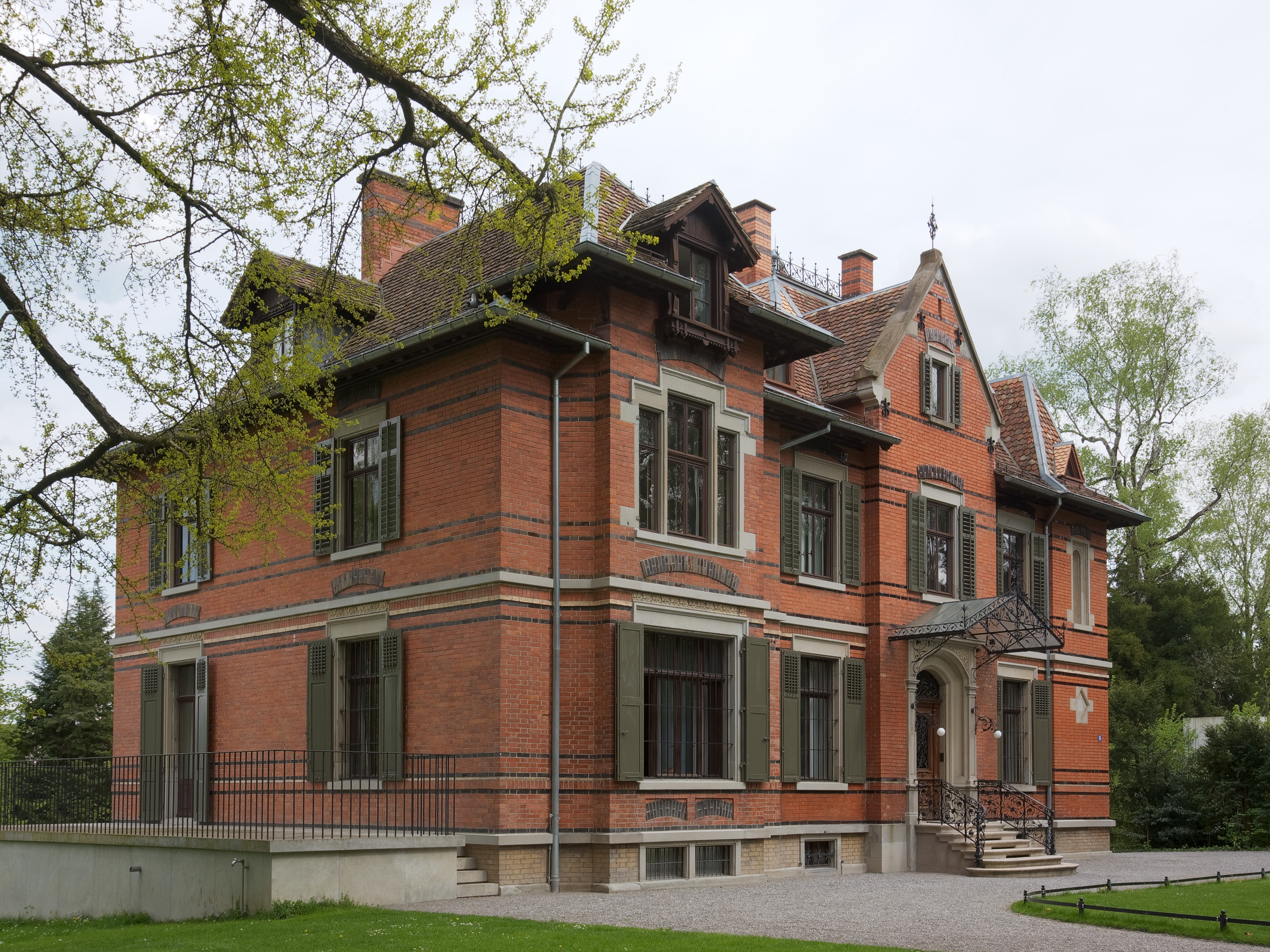
Villa Schönberg (2008)

Die Villa Schönberg ist ein denkmalgeschütztes Gebäude an der Gablerstrasse 14 im Quartier Enge der Stadt Zürich.

## Geschichte und Architektur
Das ursprüngliche Gebäude wurde 1850 errichtet und war ein bescheidenes Riegelhaus. 1856 wurde es von Otto Wesendonck erworben und von Leonhard Zeugheer für Wesendoncks Gast Richard Wagner umgebaut. Wagner lebte April 1857 bis Juli 1858 in diesem sogenannten «Asyl», wo er grosse Teile von Tristan und Isolde sowie die Wesendonck-Lieder komponierte.
1872 verkaufte die Familie Wesendonck ihren gesamten Besitz an den Industriellen Adolf Rieter-Rothpletz. Dessen Sohn Fritz Rieter-Bodmer liess 1883 vom Architekten Adolph Brunner einen zweigeschossigen neogotischen Anbau errichten, ebenso das Ökonomiegebäude im Schweizer Holzstil und die Orangerie im Stil der Neorenaissance. 1888 liess Elise Henriette Bodmer-Pestalozzi das Haus vom Architekten Alfred Friedrich Bluntschli zu ihrem Witwensitz umbauen; gleichzeitig wurde Wagners «Asyl» abgebrochen. Die aus Hangperspektive schlossartige Villa im Stil eines englischen Landsitzes hat im Innern eine üppige Ausstattung in deutscher Neorenaissance.
Der Offizier Ulrich Wille junior lud 1923 Adolf Hitler zu einem Vortrag in die Villa Schönberg ein.
Die Stadt Zürich erwarb 1945 die Villa Wesendonck und den Rieterpark, die Villa Schönberg hingegen blieb in Privatbesitz. Erst als 1970 eine Erbengemeinschaft das Gebäude an einen Generalunternehmer verkaufte und ein Abbruch drohte, wurde die Villa Schönberg von der Stadt erworben und unter Schutz gestellt. Seit 1978 ist sie Teil des Museums Rietberg.